# Иван Андонов (Дедино)
Иван (Йован) Андонов е български революционер, деец на Вътрешната македонска революционна организация.

## Биография
Роден е в радовишкото село Дедино, тогава в Османската империя, в 1882 година. Завършва ІІ отделение. При избухвавето на Балканската война в 1912 година е доброволец в Македоно-одринското опълчение и служи в четата на Стамен Темелков, четата на Тодор Александров и 4 рота на 13 кукушка дружина. След войната, когато Радовишко папада в Сърбия, продължава да се занимава с революционна дейност. След края на Първата световна война е войвода на ВМРО. Заедно с Христо Симеонов и Спас Манев организират местна редовишка чета.